# Étienne Parrocel
Étienne Parrocel detto Le Romain (Avignone, 8 gennaio 1696 – Roma, 26 agosto o 13 gennaio 1775 o 1776) è stato un pittore francese operante a Roma nel XVIII secolo.

## Biografia
Figlio di Ignace Jacques e di Jeanne Marie Périer, apparteneva ad una prolifica dinastia di artisti che generò quattordici pittori in sei generazioni.
Fu allievo del fratello certosino Gabriel Imbert (1666-1749). e dello zio Pierre, che, dopo un periodo di studio in Francia, nel 1717 c., l'accompagnò a Roma per approfondire le sue conoscenze di pittura assieme ai cugini Pierre Ignace e Joseph François. Étienne rimase in Italia a Roma e per questo fu detto Le Romain. Divenne membro dell'Accademia nazionale di San Luca nel 1734.
Il suo primo mecenate fu Pierre Guérin de Tencin, vescovo di Embrun, che nel 1724 gli commissionò un dipinto rappresentante la cerimonia della sua investitura, andato perduto.
A partire da quel momento, Étienne cominciò a ricevere regolari e numerose commissioni, essendo esperto sia nella pittura ad olio che nell'affresco e divenne in particolare noto per le sue opere di tema religioso, destinate alle chiese di Roma e del suo circondario e alle chiese della Francia meridionale.
Tra i suoi dipinti a soggetto religioso citiamo: San Gregorio alla tavola del povero (1729; Roma, San Gregorio a Ponte Quattro Capi), Natività (1739, Roma, Basilica di Santa Maria in Trastevere), Trinità (1739, per la cupola di Santa Maria Maddalena in Roma), due dipinti per gli altari della cattedrale di Carpentras (1744; Santi Agostino e Bernardo in situ e Santi Giuseppe e Domenico andato perduto) e L'incredulità di San Tommaso (1758; Spoleto, Pinacoteca comunale), il quadro per l'altare maggiore della chiesa di Santa Maria in Monticelli e quello per l'altare maggiore della chiesa di San Luigi di Francia, rappresentante l'apoteosi di Santa Giovanna di Valois, fondatrice dell'ordine delle Annunziate. Nicolaus Billy eseguì un'incisione da quest'ultimo dipinto.
Oltre a soggetti di tema religioso, eseguì anche ritratti come quello di Pierre Guérin de Tencin, inciso da Johann Georg Wille e quelli dei cardinali Spinola, di Polignac, Aldrovandi e Corsini.
Nel 1746 dipinse un affresco allegorico avente come soggetti la letteratura e la filologia rappresentate da Apollo e da Mercurio per la libreria del cardinale Neri Corsini nel Palazzo Corsini a Roma.
Secondo il Pilkington e il de Boni, Étienne nacque intorno al 1720 e fu anche un incisore: eseguì acqueforti dai suoi stessi disegni, in particolare un baccanale e anche Il trionfo di Mardocheo da De Troy e Il trionfo di bacco e di Arianna da Subleyras. Invece, secondo il Parrocel (pag.83) e il Grove Dictionary of Art, Étienne nacque nel 1696 e non eseguì mai incisioni.

## Opere

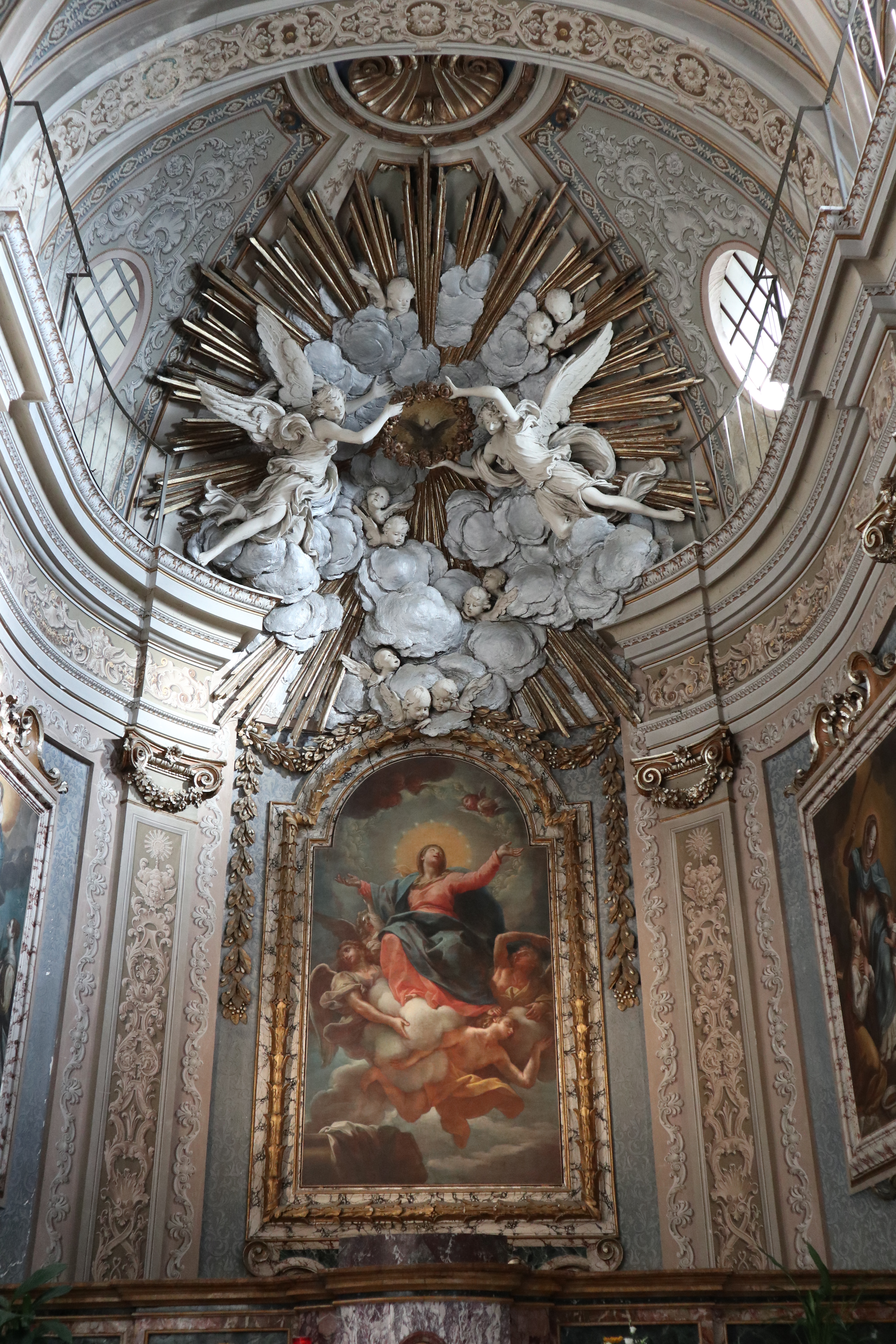
Vergine Maria Assunta in Cielo, Collegiata di Santa Maria Assunta a Filottrano

- L'apoteosi di Santa Giovanna di Valois, fondatrice dell'ordine delle Annunziate, chiesa di San Luigi di Francia, Roma
- San Gregorio alla tavola del povero, Roma San Gregorio a Ponte Quattro Capi, 1729
- Ritratto di Pierre Guérin de Tencin
- Ritratto del cardinal Spinola
- Ritratto del cardinale di Polignac
- Ritratto del cardinale Aldrovandi
- Ritratto del cardinale Corsini
- Sacra Famiglia, Carpentras
- La Vergine e Gesù Bambino, Museo Comtadin-Duplessis, Carpentras, 1733
- Natività, Basilica di Santa Maria in Trastevere, Roma, 1739
- Trinità, per la cupola di Santa Maria Maddalena in Roma, 1739
- Santi Agostino e Bernardo, cattedrale di Carpentras, 1744
- Santi Giuseppe e Domenico (perduto), cattedrale di Carpentras, 1744
- L'incredulità di San Tommaso, Spoleto, Pinacoteca comunale, 1758
- Allegoria della letteratura e la filologia rappresentate da Apollo e da Mercurio, Palazzo Corsini, Roma, 1746
- Vergine Maria Assunta in Cielo, Pala dell'altar maggiore della Collegiata di Santa Maria Assunta, Filottrano[6]
- Pentecoste, presbiterio della Collegiata di Santa Maria Assunta, Filottrano[6]
- Discesa dello Spirito Santo su Maria e gli Apostoli riuniti nel Cenacolo, presbiterio della Collegiata di Santa Maria Assunta, Filottrano[6]
- La Vergine e Gesù Bambino e due Santi, 25 x 18 cm[7].
- La Sacra Famiglia e Sant'Antonio da Padova, 53 x 39 cm, olio su tela[7]
- La Vergine e il Bambino con San Francesco e Sant'Agostino, 35,5 x 22,5 cm[7]
- La cena ad Emmaus, 20,7 x 35,7 cm, gesso nero e bianco su carta[7]
- Gesù e la Samaritana[8]
- La Vergine e il Bambino donano il rosario a San Domenico[9]
- Studio di cinque figure, gesso nero e bianco, 54,2 x 40,4 cm, Parigi, ENSBA (Ecole National Supérieuer de Beaux Arts)[10]
- Atlante sostiene un giogo, gesso nero e bianco, 41,5 x 28 cm, Parigi, ENSBA (Ecole National Supérieuer de Beaux Arts)[11]